# Dargun
Dargun è una città del Meclemburgo-Pomerania Anteriore, in Germania.

Appartiene al circondario della Seenplatte del Meclemburgo.

## Amministrazione

### Gemellaggi
Dargun è gemellata con:
- Hohenlockstedt, dal 1990
- Karlino, dal 1990
- Skælskør, dal 1992

La frazione di Brudersdorf è gemellata con:
- Winseldorf, dal 1990